# Esther Perel
Esther Perel (Antwerp, 1958) es una psicoterapeuta y escritora belga, notable por explorar la tensión entre la necesidad de seguridad (amor, pertenencia y cercanía) y la necesidad de libertad (deseo erótico, aventura y distancia) en las relaciones humanas.
Perel promovió el concepto de "Inteligencia Erótica" en un best seller (Apareamiento en cautiverio: desbloqueando la inteligencia erótica) que se publicó en 2006 y desde entonces se ha traducido a 24 idiomas. Después de publicar el libro, se convirtió en asesora internacional sobre sexo y relaciones. Una charla titulada El secreto del deseo en una relación a largo plazo que dio en febrero de 2013 recibió más de 11 millones de visitas en Internet a partir de febrero de 2018. Una charla titulada Repensando la infidelidad que dio en marzo de 2015 ha recibido más de 9 millones de visitas. En 2016, Perel fue nombrada a la lista de visionarios y líderes influyentes de Oprah Winfrey Supersoul 100.